# Jambo Timu
Jambo Timu is een bestuurslaag in het regentschap Lhokseumawe van de provincie Atjeh, Indonesië. Jambo Timu telt 935 inwoners (volkstelling 2010).